# Goniocarsia subdentata
Goniocarsia subdentata là một loài bướm đêm trong họ Erebidae.